# Nie mogę Cię zapomnieć
"Nie mogę Cię zapomnieć" är debut-solosingeln från den polska sångerskan Agnieszka Chylińska och den första av totalt fyra singlar utgivna från hennes debut-soloalbum Modern Rocking. Låten var Chylińskas första sedan sin tid i bandet Chylińska år 2004. Texten är skriven av Chylińska själv medan musiken är komponerad av Bartek Królik och Marek Piotrowski. 
Den fysiska singeln släpptes den 1 oktober 2009 och dagen efter släpptes den även för digital nedladdning. Den kom att toppa den polska airplaylistan som den mest spelade låten på radion i landet varje vecka i totalt 11 veckor i rad mellan den 25 oktober 2009 och den 3 januari 2010. Den officiella musikvideon hade premiär den 23 oktober. Videon som är regisserad av Jacek Kościuszko hade fler än 700 000 visningar på Youtube i januari 2013.
Den 25 december 2009 släpptes en officiell remix av låten av DJ-duon Kalwi & Remi.

## Listplaceringar
| Lista                   | Topplacering |
| ----------------------- | ------------ |
| Polen (Airplay Top 100) | 1            |